# راه‌آهن تالین-ویلیاندی
راه‌آهن تالین-ویلیاندی یک خط راه‌آهن در کشور استونی است که از شهر تالین شروع و در شهر ویلیاندی به پایان می‌رسد.
این خط که در سال ۱۹۰۱ تأسیس شده دارای ۲۵ ایستگاه و ۱۵۰٫۶ کیلومتر طول است.

## نگارخانه

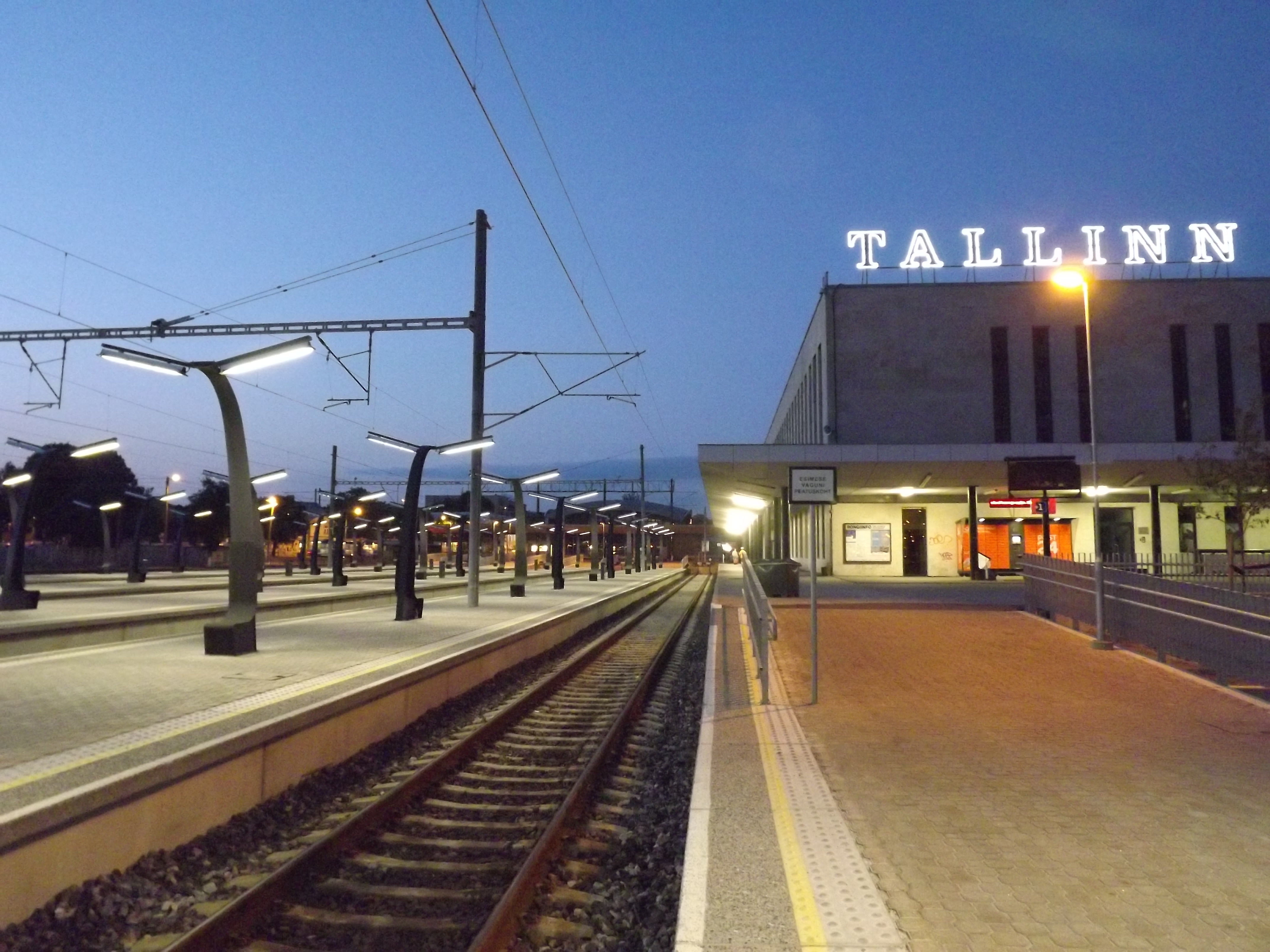
ایستگاه راه‌آهن بالتی یام
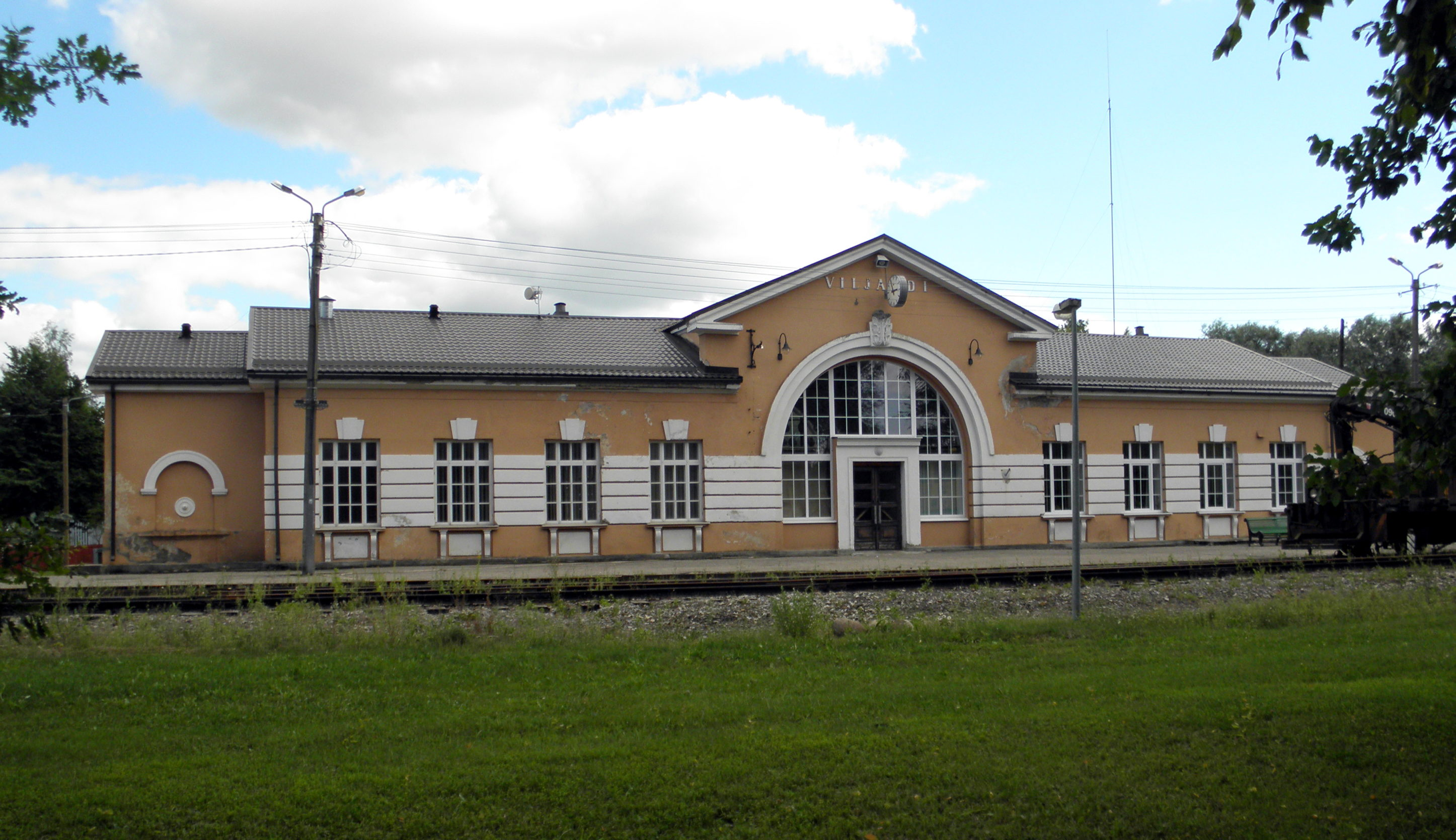
ایستگاه راه‌آهن ویلیاندی
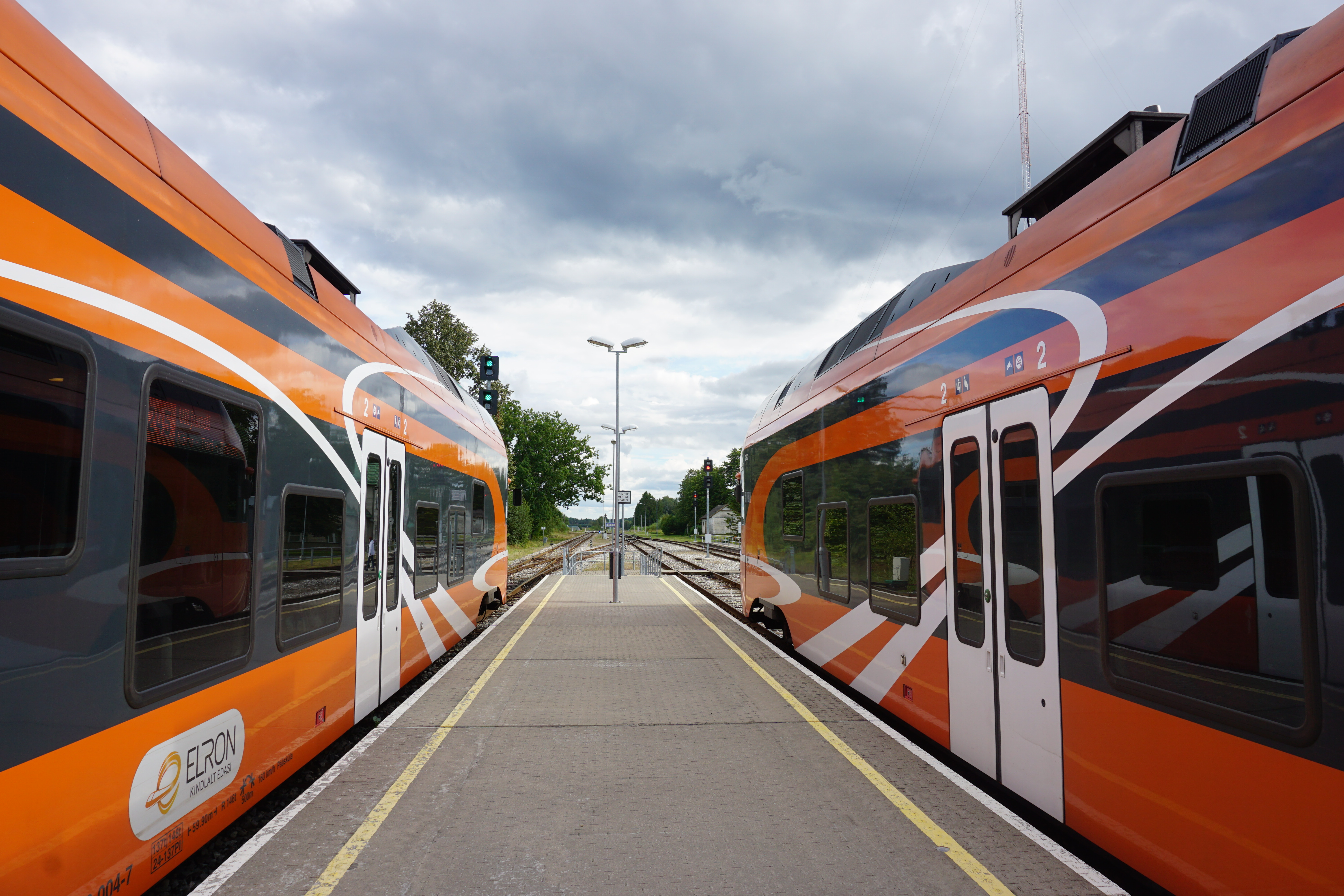
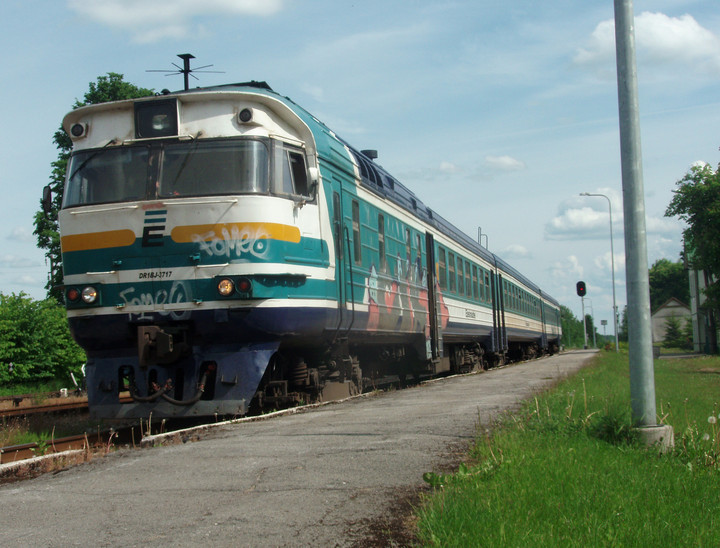